# Coenotephria umbrifera
Coenotephria umbrifera är en fjärilsart som beskrevs av Butler 1879. Coenotephria umbrifera ingår i släktet Coenotephria och familjen mätare. Inga underarter finns listade i Catalogue of Life.